# لينوفو إيه 526
لينوفو A526 (بالإنجليزية: Lenovo A526) هو هاتف ذكي من لينوفو يعمل بنظام أندرويد، تم طرحه في الأسواق في 5 أبريل 2014.

## الخصائص
- نظام التشغيل: أندرويد
- الكاميرا الأمامية: 0.3 ميجابكسل
- الكاميرا الخلفية: 5 ميجابكسل
- المعالج: 1.3 جيجا هرتز رباعي النواة
- الذاكرة: 2 جيجابايت
- التخزين: 4 جيجابايت